# シラス台地
シラス台地（シラスだいち）は、九州南部に数多く分布する火山噴出物からなる台地である。典型的な火砕流台地であり、加久藤カルデラ、阿多カルデラ、姶良カルデラおよび池田カルデラなどを起源とするシラスや溶結凝灰岩などで構成される。鹿児島県本土の52パーセント、宮崎県の16パーセントの面積を占める。

## 分布と地形
薩摩半島南部には南薩台地、大隅半島中部には大根占台地、笠野原台地、野井倉原など比較的平坦で広いシラス台地が分布する。薩摩半島中部には中薩台地と総称される台地群が、大隅半島北部から鹿児島湾北部地域にかけては曽於台地および姶良台地と総称される台地群がそれぞれ分布しており、台地と谷が交錯した地形となっている。中薩台地の代表的なものとして吉野台地、恋之原など、姶良台地の代表的なものとして十三塚原、春山原、須川原などがある。薩摩川内市からさつま町にかけての川内川流域には狭小な台地群が散在する。
シラス台地の最上部は台地面あるいは台地原面と呼ばれ、きわめて平坦な地形となっている。台地面の高さは姶良カルデラや阿多カルデラから離れるに従って緩やかに低くなる傾向が見られる。台地面はおおむね火砕流が堆積した直後の地形を表している。台地面の所々には幅が広く浅い谷があり、台地面の縁に段丘（高位段丘）が見られる。谷底を常時流れる川はなく、シラス台地形成直後の布状洪水や大雨による一時的な洪水によって形成されたと考えられている。
シラス台地の縁部は落差20-100メートル程度の急崖となっており、地元でホキあるいはホッと呼ばれるガリ地形が多く見られる。乾燥したシラスは剪断強度が高く急崖でも比較的安定するが、水分を多く含むと強度が低下するため大雨などによって崩壊しやすい。崖の下には河岸段丘（低位段丘）や氾濫原からなる深い谷がある。この谷は所々にくびれを持った細長い形状であり、最奥部は半円形を呈している。深い谷は、常時水が流れる川の浸食によって形成されたと考えられている。

## 地質
九州南部では鮮新世から完新世にかけて火砕流を伴う大規模な噴火が繰り返されてきた。現在のシラス台地は、主として33万年前に加久藤カルデラから噴出した加久藤火砕流、11万年前に阿多カルデラから噴出した阿多火砕流、3万年前に姶良カルデラから噴出した入戸火砕流によって形成された。特に入戸火砕流の堆積物は最も広く分布しており、層の厚い場所が多くシラス台地を特徴付けるものとなっている。これらの地層に加えて、鬼界カルデラから噴出したアカホヤや、桜島、霧島山、池田湖、開聞岳などから噴出した新期火砕物が積み重なっている。

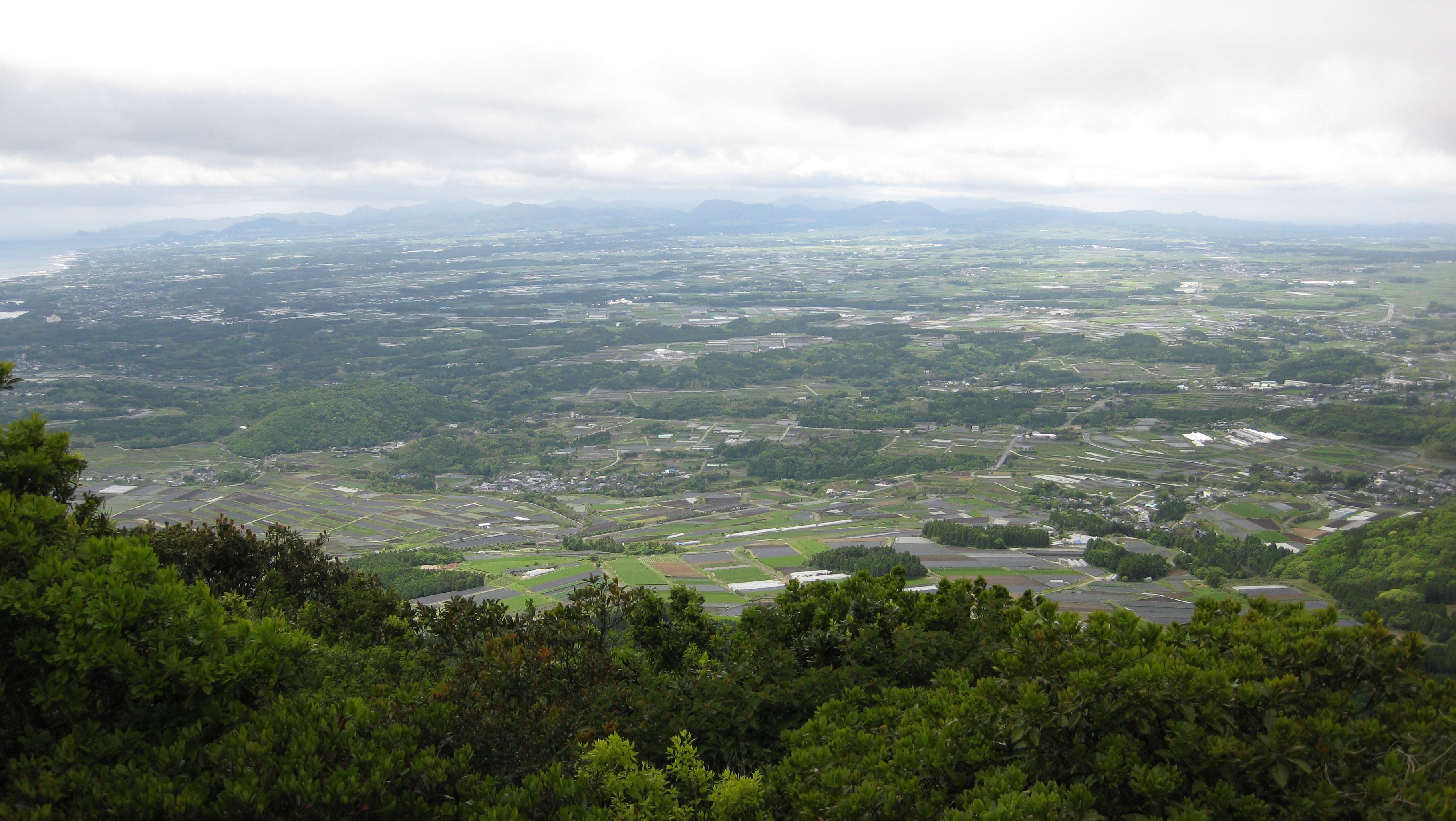
南薩台地

シラス台地の内部構造は、ほぼ全体がシラスからなる笠野原型、シラスと溶結凝灰岩が互いに層をなす十三塚原型、厚い溶結凝灰岩層の上に薄い火山灰層が重なる南薩台地型に分類される。最も一般的な笠野原型シラス台地は、笠野原台地をはじめとする大隅半島中部の台地群や薩摩半島中部から北部に分布する台地群がこれに相当する。十三塚原型シラス台地は、姶良台地と総称される十三塚原、春山原、須川原などや薩摩半島中部の甲突川中流域にある台地がこれに相当する。南薩台地型シラス台地は、阿多カルデラの溶結凝灰岩を基盤とする南薩台地や大根占台地などが相当する。

## 開発
シラス台地の上に降った雨は速やかに地中に浸透するため、台地上には川や湖沼などの水源がほとんどない。一方、シラス台地の周辺部には3,250か所にのぼる湧水が確認されており、特に大隅半島北部を流れる菱田川流域には1,100か所もの湧水がある。湧水の場所は笠野原型では谷底近くのみ、十三塚原型では谷底に加えて溶結凝灰岩の境界層付近にも見られる。湧水に恵まれた低地は弥生時代から水田として利用されてきたが、水源の乏しいシラス台地の上は中世に至るまで開発が進まなかった。
台地上の開発は近世以降、特にサツマイモが栽培されるようになってから急速に進展し、ダイズ、アブラナ、陸稲、アワ、ソバ、ムギなども栽培されるようになった。特にサツマイモ、ダイズ、アブラナはそれぞれ炭水化物、タンパク質、脂肪の三大栄養素を受け持ち、シラス台地の三大作物と呼ばれるほどに普及した。農民による開発に加えて武士による開発も盛んに行われ、飢饉が発生した地域から台地上への移住がしばしば行われた。開発においては水の確保が課題であり、特に笠野原型シラス台地においては深い井戸を掘ったり、馬で水を運び上げたりしなければならなかった。他の型のシラス台地においても水源は限られており、水の運搬や水利権の調整などの苦労があった。

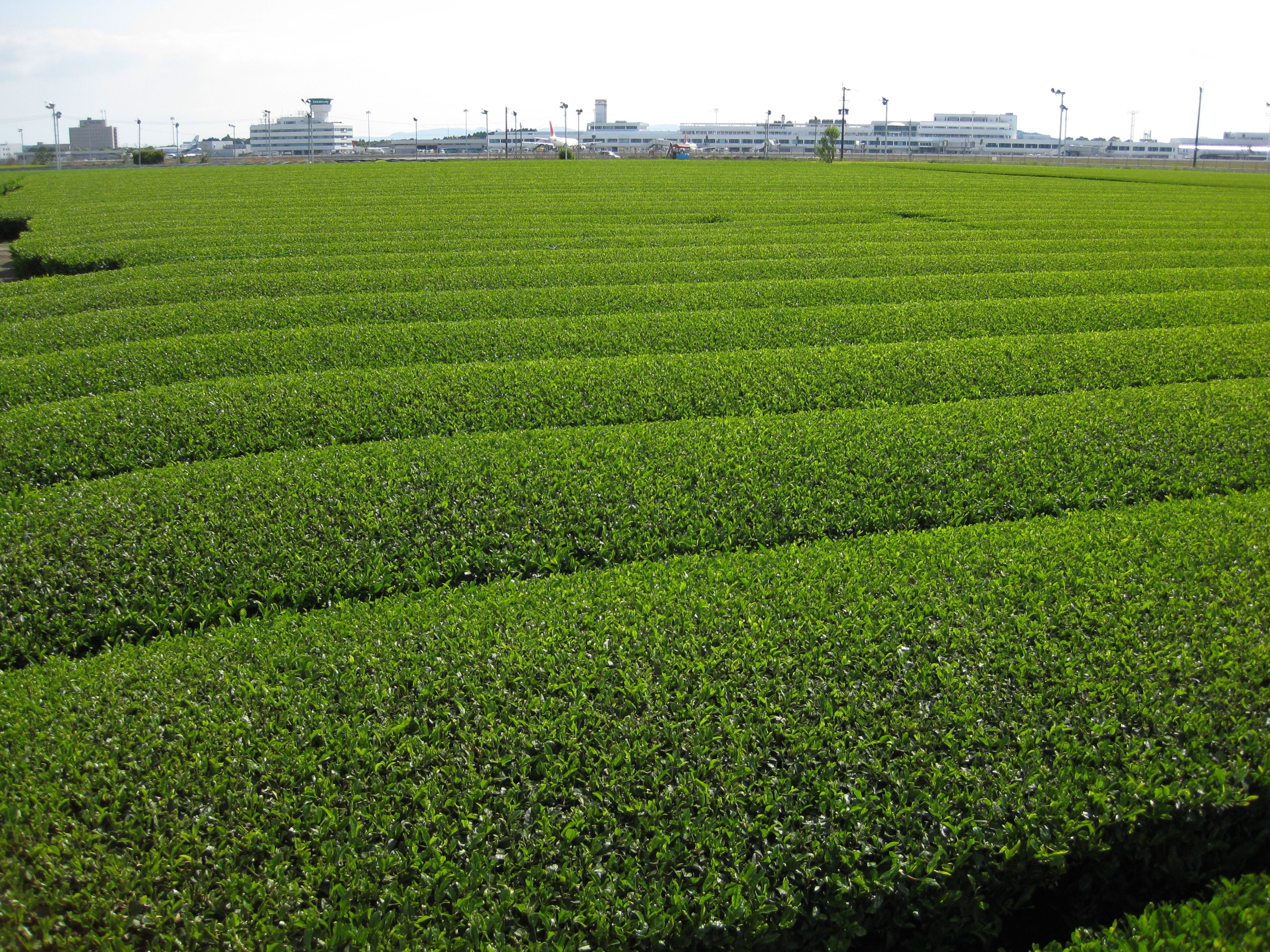
十三塚原の茶畑

明治維新以降は大規模な開発が行われるようになり、第二次世界大戦後にはダムなどの水源を利用した灌漑も行き渡るようになった。商品性の低いダイズやアブラナに代えてダイコン、ニンジン、キャベツなどの野菜や茶などが栽培されるようになった。
シラス台地の崖は容易に掘削することができるため、多くの洞穴（ガマ）やトンネルがつくられた。洞穴は食糧の貯蔵、農具の保管、炭焼き、仏堂、防空壕などに利用されてきた。トンネルは用水路として利用され、地元では貫（ヌキ、ヌッ）と呼ばれる。
トンネルを農業用水として使うなどした開墾の工夫は、有明農業歴史資料館（鹿児島県志布志市）で展示されている。
シラス台地上は台風の影響を受けやすく中心市街地から離れており水源も少なかったことから、かつては住宅地として不向きとされていた。しかしながら昭和30年代以降は家屋の強度が高くなり、自家用車や上水道が普及したことから、宅地開発が始められた。1965年（昭和40年）に完成した鹿児島市の紫原団地を皮切りに住宅地として利用されるようになった。

## 文化
シラス台地が分布する地域は江戸時代以前において薩摩藩の領地と重なっており、この特殊な地形が薩摩藩の独自性を醸成する素地になったと考えられている。シラス台地へ登る急坂は薩摩藩の郷中教育における登山鍛錬の場として利用された。
シラス台地の中には山城として利用されたものも多い。台地を囲む急崖が防壁の役割を果たすことに加え、中世以前においては不毛の台地上に道がなく兵を進めることが困難という側面もあった。代表的な山城として知覧城、高山城、志布志城がある。